# TimeGate Studios
TimeGate Studios était un studio américain de développement de jeux vidéo fondé en 1998 et basé à Sugar Land au Texas, fermé en 2013.

## Jeux développés
- 2001 : Kohan: Immortal Sovereigns
- 2001 : Kohan: Ahriman's Gift
- 2004 : Kohan II: Kings of War
- 2004 : Axis and Allies
- 2006 : FEAR Extraction Point
- 2007 : FEAR Perseus Mandate
- 2007 : FEAR Files
- 2009 : Section 8
- 2011 : Section 8: Prejudice
- 2013 : Aliens: Colonial Marines